# Marian Porwit

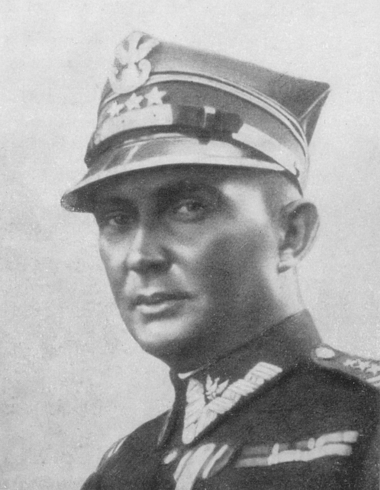
Marian Porwit w stopniu pułkownika

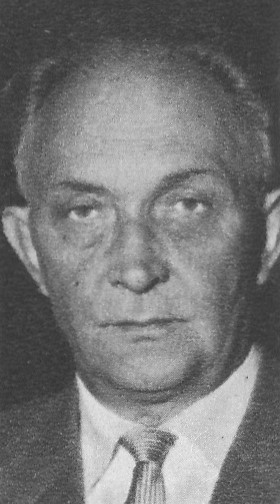
Marian Porwit w latach 60.

Marian Paweł Porwit (ur. 25 września 1895 w Gorlicach, zm. 26 kwietnia 1988 w Warszawie) – pułkownik dyplomowany piechoty Wojska Polskiego, uczestnik walk o niepodległość Polski w I i II wojnie światowej oraz w wojnie z bolszewikami, pisarz i historyk wojskowy.

## Życiorys
Jego rodzicami byli Marcin (zm. 1910), urzędnik gorlickiego magistratu, i Paulina z domu Kamińska (zm. 1942). Jego rodzeństwem byli: Wilhelm (zm. 1936), Jan (zm. 1911), Edmund, lekarz, (zm. 1967), Jadwiga (zm. 1972), Władysław, podoficer I Brygady Legionów Polskich, major intendentury, we wrześniu 1939 w Sztabie Orlik-Rückemanna (zm. 1967) i Klemens, porucznik WP (zm. 1927).
Edukację rozpoczął w 1901 w I klasie Szkoły Ludowej w Gorlicach. W roku szkolnym 1902–1903 uczęszczał do II klasy Szkoły Ludowej w Krakowie, u zbiegu ulic Dietlowskiej (dziś Żeromskiego) i Zielonej. Przez następne dwa lata kształcił się w Szkole Ludowej w Krakowie przy ulicy Rajskiej, naprzeciw bramy wjazdowej do ówczesnych koszar Franciszka Józefa. W 1905 powrócił do Gorlic i uczęszczał do tamtejszej Szkoły Wydziałowej. W następnym roku został uczniem Cesarsko-Królewskiego Gimnazjum w Gorlicach (obecnie I Liceum Ogólnokształcące imienia Marcina Kromera). W 1914, po ośmiu latach nauki w gimnazjum, złożył maturę i wstąpił do Sokolej Drużyny Polowej przy Kole Polskiego Towarzystwa Gimnastycznego „Sokół” w Gorlicach. Za zgodą inż. Władysława Szczurkiewicza, przewodniczącego Koła „Sokół” w Pilźnie k. Dębicy przeniósł się do tamtejszej drużyny sokolej dowodzonej przez Aleksandra Radoniewicza. W tej samej drużynie służbę ochotniczą pełnili Jan i Tadeusz (profesor socjologii) Szczurkiewiczowie, koledzy gimnazjalni i synowie inż. Władysława Szczurkiewicza oraz Stefan Biestek i Antoni Kassian (we wrześniu 1939 r. dowódca II batalionu 40 pułku piechoty, na którego czele uczestniczył w obronie Warszawy).
W sierpniu 1914 z całą drużyną wstąpił do Legionów Polskich. Został legionistą 14 kompanii 2 pułku piechoty. Pełnił służbę w plutonie Jana Hyca (we wrześniu 1939 pułkownik dyplomowany WP, kwatermistrz DOK nr I i uczestnik obrony Warszawy).
We wrześniu 1914 został skierowany do Szkoły Podchorążych Legionów w Krakowie. Po niespełna miesięcznym okresie szkolenia odwołany i przydzielony do 11 kompanii 3 pułku piechoty dowodzonej przez Karola Udałowskiego. Pomimo posiadanego stopnia legionisty, z racji uczestnictwa w szkoleniu podchorążych był traktowany jak podoficer. 23 października 1914 powierzono mu samodzielne zadanie polegające na dowodzeniu półplutonem ochraniającym linię telefoniczną na „Drodze Legionów” w paśmie Gorganów. Wspomnianą misję pełnił do 18 listopada 1914. W marcu 1915 Józef Zając (wówczas dowódca batalionu, a we wrześniu 1939 naczelny dowódca lotnictwa i obrony powietrznej) mianował legionistę do stopnia sierżanta. W „Spojrzeniach poprzez moje życie” sam autor nie jest pewny, czy był obiektem żartów, czy też został awansowany z zachowaniem wszelkich formalności: w poniedziałek – starszym legionistą, we wtorek – kapralem, w środę – plutonowym i w czwartek – sierżantem.
W czerwcu 1915 został dowódcą plutonu w 8 kompanii macierzystego pułku. Uczestniczył we wszystkich walkach II Brygady Legionów: w Karpatach, Bukowinie, Besarabii i na Wołyniu. Od 1 marca do 1 maja 1916 był aspirantem oficerskim Szkoły Chorążych Legionów Polskich.
W lipcu 1917 podczas kryzysu przysięgowego podjął decyzję o kontynuowaniu służby w Polskiej Sile Zbrojnej. Został adiutantem Mariana Kukiela, komendanta Szkoły Podchorążych i równocześnie pełnił obowiązki dowódcy plutonu w klasie A. Od 10 lutego do 9 listopada 1918 dowodził klasą D. W szkole poznał Stefana Roweckiego, który od sierpnia 1918 dowodził klasą F.
W drugiej dekadzie listopada 1918 został przydzielony do Oddziału VII Naukowego Sztabu Generalnego Wojsk Polskich, którym kierował Stanisław Kwaśniewski. 14 grudnia 1918, w związku z utworzeniem Instytutu Historyczno-Wojskowego, został mianowany zastępcą naczelnika instytutu dr. Wacława Tokarza. W 1919 w wyniku reorganizacji naczelnych władz wojskowych i likwidacji instytutu w Ministerstwa Spraw Wojskowych została utworzona Sekcja 4 Historyczno-Naukowa Departamentu V Naukowo-Szkolnego, kierowanego przez gen. Jacynę. W sierpniu 1919 por. Porwit został przeniesiony do nowo powstałego Generalnego Inspektoratu Piechoty. W inspektoracie kierowanym przez gen. Osińskiego współpracował z Michałem Tokarzewskim i Kazimierzem Fabrycym. 2 stycznia 1920 rozpoczął studia w Wojennej Szkole Sztabu Generalnego.
W połowie kwietnia 1920, w czasie wojny z bolszewikami skierowany został na front celem odbycia praktyki sztabowej. Przydzielony został do 4 DP i wyznaczony na stanowisko adiutanta sztabowego VII Brygady Piechoty dowodzonej przez pułkownika Adolfa Jastrzębskiego, a następnie pułkownika Leona Silickiego. W skład VII BP wchodziły dwa pułki piechoty – 10 i 14. W toku działań wojennych zawiązał przyjaźń z oficerami 14 pułku piechoty, Ignacym Misiągiem (we wrześniu 1939 dowódca Piechoty Dywizyjnej 6 DP), Zygmuntem Filą (poległ 26 września 1939 jako dowódca 114 rezerwowego pułku piechoty) i Michałem Drzewińskim (we wrześniu 1939 szef sztabu 5 DP i Odcinka Warszawa-Wschód w Obronie Warszawy). W pułku tym poznał także Stanisława Dąbka i Antoniego Chruściela. Działalność Mariana Porwita została wysoko oceniona przez generała porucznika Leonarda Skierskiego, który wnioskował o przyznanie mu Krzyża Złotego VM. Ponieważ Józef Piłsudski nie rozpatrywał wniosków tej klasy, krzyż nie został mu przyznany.
W październiku 1920 powrócił do Sztabu Generalnego WP, gdzie redagował musztrę piechoty. W okresie od stycznia do września 1921 kontynuował naukę w Wyższej Szkole Wojennej. Uczelnię ukończył z 15 lokatą. W trakcie nauki, 18 czerwca zawarł związek małżeński z Zofią (1902–1985), córką Hugona Fried i Władysławy z Niesiołowskich. W tym samym roku zweryfikowany został w stopniu majora ze starszeństwem z 1 czerwca 1919. W okresie od września 1921 do października 1923 ponownie w Sztabie Generalnym na stanowisku referenta, a następnie szefa Wydziału Regulaminów i Wyszkolenia.
W październiku 1923 objął powierzone mu stanowisko dyrektora nauk Szkoły Podchorążych, a po roku Oficerskiej Szkoły Piechoty. 28 września 1925 Prezydent RP zezwolił mu na przyjęcie i noszenie Krzyża Kawalerskiego Orderu Legii Honorowej.
Na stanowisku dyrektora nauk OSP zmuszony był okolicznościami do podjęcia najtrudniejszej decyzji w swojej dotychczasowej służbie wojskowej. 12 maja 1926 w środę po południu, pod nieobecność komendanta obu szkół, płk Gustawa Paszkiewicza (powracającego z Rembertowa z obozu letniego Szkoły Podchorążych do Warszawy) otrzymał z Komendy Miasta polecenie »zamknąć most Poniatowskiego i „nikogo” z Pragi do miasta nie wpuszczać«. Otrzymane polecenie wykonał stając na czele podchorążych batalionu szkolnego Oficerskiej Szkoły Piechoty dowodzonego przez kpt. Jana Rzepeckiego. Wiadukt był już obsadzony przez II dywizjon 1 pułku szwoleżerów pod dowództwem mjr. Leona Strzeleckiego. Po przybyciu na wiadukcie mostu złożył meldunek Stanisławowi Wojciechowskiemu, a następnie zameldował się Józefowi Piłsudskiemu. Był świadkiem rozmowy obu dygnitarzy, a po jej zakończeniu i odjeździe prezydenta odmówił marszałkowi Piłsudskiemu przepuszczenia go przez most. Szczegółów swojej rozmowy z marszałkiem, a w szczególności wysuniętych przez Piłsudskiego argumentów Marian Porwit nie ujawnił nawet w swych wspomnieniach opublikowanych 60 lat później. Po odjeździe marszałka przystąpił do zajęcia wiaduktu mostu obsadzonego przez szwoleżerów. Ponieważ gen. Stefan Suszyński, komendant miasta stołecznego uchylił się od wydania Marianowi Porwitowi jednoznacznego rozkazu użycia broni palnej, postanowił on zająć wiadukt poprzez nawiązanie pertraktacji z oficerem dowodzącym kawalerią. Pertraktacje powierzył kpt. Rzepeckiemu. Szwoleżerowie wycofali się z wiaduktu. Wieczorem obie szkoły pod dowództwem płk Paszkiewicza powróciły do koszar. W dniach 13–15 maja uczestniczył w walkach prowadzonych przez obie szkoły z wojskami Piłsudskiego w charakterze zastępcy płk. Paszkiewicza.
We wrześniu 1926 przeniesiony został do Wojskowego Instytutu Naukowo-Wydawniczego, na tzw. „boczny tor”. Stanowisko szefa Wydziału I Naukowego w tym instytucie objął dzięki „dyskretnej interwencji” poprzednika i kolegi, Stefana Roweckiego. W lutym następnego roku po odejściu z instytutu prof. Tokarza powierzono mu „pełnienie obowiązków w zastępstwie szefa”. Równolegle pełnił obowiązki redaktora miesięcznika „Bellona”. W Komitecie Redakcyjnym „Bellony” współpracował z generałami: Tadeuszem Kutrzebą i Julianem Stachiewiczem. W tym samym czasie zainicjował nadawanie audycji wojskowych w Polskim Radio oraz wydawanie „Przeglądu Piechoty”. Pierwszą audycję wojskową w PR wygłosił Kazimierz Fabrycy.
W październiku 1928 mianowany został dowódcą batalionu szkolnego KOP w Osowcu. Obowiązki objął w grudniu tego roku. Przeniesienie na prowincję nastąpiło z inicjatywy mjr. SG Artura Maruszewskiego, kolegi z WSWoj., wówczas szefa Sztabu KOP i aprobatą dowódcy korpusu, gen. Henryka Minkiewicza. Zapoczątkowany przez niego proces szkolenia podoficerów KOP spotkał się z uznaniem kolejnego dowódcy korpusu, gen. Stanisława Tessaro, który czynił starania o pozostawienie go na dotychczasowym stanowisku.
22 stycznia 1930 obowiązki dowódcy batalionu przekazał mjr. Bronisławowi Laliczyńskiemu i objął stanowisko dyrektora nauk Centrum Wyszkolenia Piechoty w Rembertowie. Pomimo że nie był członkiem Związku Legionistów, na jego karierze, poza walorami osobistymi i postawą w maju 1926, w znacznej mierze ważyły więzy koleżeństwa łączące byłych żołnierzy 3 pułku Legionów. Tak też było w przypadku ostatniej nominacji. Propozycję objęcia stanowiska dyrektora nauk CWP złożył mu ówczesny szef Departamentu Piechoty MSWojsk., płk dypl. Józef Ćwiertniak, a komendantem nowo powstałego centrum szkolenia został płk Brunon Olbrycht. Obaj oficerowie byli żołnierzami 3 pułku Legionów. W 1931 odbył staż we francuskim odpowiedniku CWPiech. mieszczącym się w Wersalu. Jesienią tego roku uległ poważnemu wypadkowi komunikacyjnemu. Do pracy w centrum powrócił w styczniu 1932. Latem tego roku swoje obowiązki służbowe przekazał ppłk. dypl. Kazimierzowi Burczakowi i przeniósł się do Nowego Sącza, gdzie objął stanowisko zastępcy dowódcy 1 pułku Strzelców Podhalańskich. W nowej jednostce, dowodzonej przez ppłk. Zygmunta Krudowskiego, a od 1934 przez ppłk. dypl. Kazimierza Aleksandrowicza, zajmował się szkoleniem kadry oficerskiej i pododdziałów. W 1933 w czasie pobytu ppłk. Krudowskiego na kursie kwalifikacyjnym dowódców pułków w CWPiech. w Rembertowie pełnił jego obowiązki. W tym samym roku, w mieszkaniu pp. Krudowskich spotkał się z Gustawem Orlicz-Dreszerem. W czasie tego spotkania generał w obecności między innymi ówczesnego wojewody lwowskiego, Władysława Beliny-Prażmowskiego, wyraził uznanie dla jego postawy w obronie Prezydenta RP. W lipcu następnego roku pod nieobecność dowódcy pułku i starosty nowosądeckiego kierował akcją przeciwpowodziową w powiecie. Za zasługi w akcji przeciwpowodziowej otrzymał Złoty Krzyż Zasługi. W ostatniej dekadzie grudnia 1934 przejął od płk. Józef Werobeja dowództwo 44 pułk piechoty Strzelców Kresowych (pułk stacjonował w garnizonie Równe i wchodził w skład 13 Kresowej Dywizji Piechoty, którą dowodził gen. Edmund Knoll-Kownacki). W Równem nawiązał przyjaźń z dowódcą sąsiedniego, 45 pułku piechoty Strzelców Kresowych, płk dypl. Bronisławem Prugarem-Ketlingiem oraz pozostawał na stopie koleżeńskiej z nowym (od 28 lutego 1935) dowódcą dywizji, płk dypl. Aleksandrem Myszkowskim. Obydwaj oficerowie byli słuchaczami II kursu Wojennej Szkoły SG. W 1935 uczestniczył w ćwiczeniu taktycznym prowadzonym przez płk. Myszkowskiego, które kontrolował inspektor armii, Edward Rydz-Śmigły. W maju tego roku, wraz z pocztem sztandarowym pułku, brał udział w uroczystościach pogrzebowych marszałka Piłsudskiego. Jesienią 1936 w rejonie Lwowa dowodził pułkiem na manewrach kierowanych przez inspektora armii, Kazimierza Fabrycego. Po powrocie z manewrów został wezwany do Krzemieńca, gdzie gen. Kazimierz Sosnkowski w obecności gen. Tadeusza Kutrzeby poinformował go o wyznaczeniu na stanowisko kierownika I rocznika Wyższej Szkoły Wojennej. W trakcie tej rozmowy gen. Sosnkowski miał aprobować przedstawione przez płk. Porwita projekty zmian w organizacji szkoły i programie studiów taktycznych. Obowiązki służbowe objął w październiku 1936 i pełnił je do wiosny 1939. W tym czasie szkołę ukończyli absolwenci XVII, XVIII i XIX promocji. Z jego inicjatywy między innymi utworzono katedrę taktyki broni pancernych i wprowadzono zasadę, że marsze nocne są regułą, a dzienne wyjątkiem. Obowiązki kierownika I rocznika łączył z obowiązkami redaktora „Przeglądu Piechoty”. Od czerwca do sierpnia 1939 kierował ekipą projektującą fortyfikacje stałe na odcinku od Turbacza na wschód.
1 września 1939 zgłosił się do Sztabu Naczelnego Wodza, lecz przydziału nie otrzymał. W nocy z 2 na 3 września został oficerem do zleceń Naczelnego Wodza. 4 września po południu otrzymał zadanie zawiezienia rozkazów dla Armii „Modlin” i informację, że pozostanie do dyspozycji jej dowódcy, jeżeli uzna on to za potrzebne. Z relacji ppłk. dypl. Ignacego Wądołkowskiego wynika, że miał objąć stanowisko szefa sztabu armii. Po przybyciu do KG Armii w Twierdzy Modlińskiej i przekazaniu rozkazów NW gen. bryg. Krukowiczowi-Przedrzymirskiemu otrzymał polecenie skontrolowania przygotowań obronnych przedmościa Modlin. Wobec przeniesienia KG armii do Jabłonny pozostał w twierdzy i pomagał płk. Wacławowi Młodzianowskiemu w organizowaniu obrony przedmościa. Wieczorem 6 września wyjechał do Jabłonny. Ponieważ w dowództwie armii nie otrzymał nowych zadań, wrócił do Warszawy. Rano 7 września w KG NW spotkał się z płk. Tadeuszem Tomaszewskim, szefem sztabu Dowództwa Obrony Warszawy. Przy jego pomocy wyjednał u gen. bryg. Wacława Stachiewicza zgodę na oddelegowanie do sztabu gen. bryg. Waleriana Czumy. W dniach 7–8 września był oficerem dyspozycyjnym gen. Czumy, a 9 września został mianowany dowódcą Odcinka Zachodniego Obrony Warszawy. Na tym stanowisku pozostawał do 27 września. Obsadę odcinka 22 września stanowiło 604 oficerów i 18 089 podoficerów i szeregowców. Po uwzględnieniu będących w odwodzie dowódcy Armii „Warszawa” dwóch dywizji piechoty (15 i 25), Zbiorczej Brygady Kawalerii płk. dypl. Leona Strzeleckiego oraz oddziałów saperskich liczebność załogi przedmościa podporządkowana płk. dypl. Porwitowi wynosiła około 800 oficerów i około 30 000 żołnierzy.
W dniach 27 września – 3 października, stojąc na czele Sektora „Warszawa-Północ” kierował ewakuacją wojska ze stolicy. Po zakończeniu ewakuacji jako jeniec wojenny został osadzony przez Niemców w Oflagu XI A w Osterode am Harz. Później był więziony w Oflagach: IV B w Königstein (XI 1939 – V 1940), VII A w Murnau, X C w Lubece i VI B w Dössel w Westfalii. Z tego ostatniego obozu został oswobodzony 1 kwietnia 1945 przez wojska amerykańskie. Stąd z grupą generałów i 10 pułkowników został przewieziony do Paryża, gdzie przebywał około miesiąca. W maju 1945 ewakuowany z grupą generałów i 12 pułkowników do Wielkiej Brytanii. 4 maja 1945 został przyjęty do Polskich Sił Zbrojnych. 14 maja rozpoczął staż w Centrum Wyszkolenia Artylerii w Cowdenbeath. Po zakończeniu stażu został mianowany zastępcą gen. bryg. Tadeusza Malinowskiego, szefa Biura Opieki nad Żołnierzem Ministerstwa Obrony Narodowej. Po przybyciu do Anglii gen. dyw. Tadeusza Kutrzeby został członkiem Komisji Historycznej Kampanii Wrześniowej i Polskich Sił Zbrojnych Walczących na Obczyźnie. Badał dokumenty operacyjne Sztabu Naczelnego Wodza sporządzone we wrześniu 1939.
Po złożeniu deklaracji powrotu do kraju skierowany do obozu przejściowego, z którego w listopadzie 1946, drogą morską, na pokładzie statku „Marine-Raven” przybył do Gdańska. Po powrocie do kraju przeniesiony został do rezerwy. Podjął pracę zarobkową w Spółdzielni Wydawniczej „Czytelnik” (1947–1950) i Państwowych Wydawnictwach Technicznych (1950–1967). Po przejściu na emeryturę rozpoczął pracę nad „dziełem życia” – „Komentarzami (...)”. Pochowany na Cmentarzu Wojskowym na Powązkach w Warszawie (kwatera C-B-35). W roku jubileuszu 45-lecia LWP 12 października 1988 otrzymał pośmiertnie Nagrodę I stopnia Ministra Obrony Narodowej w dziedzinie literatury.

## Życie prywatne

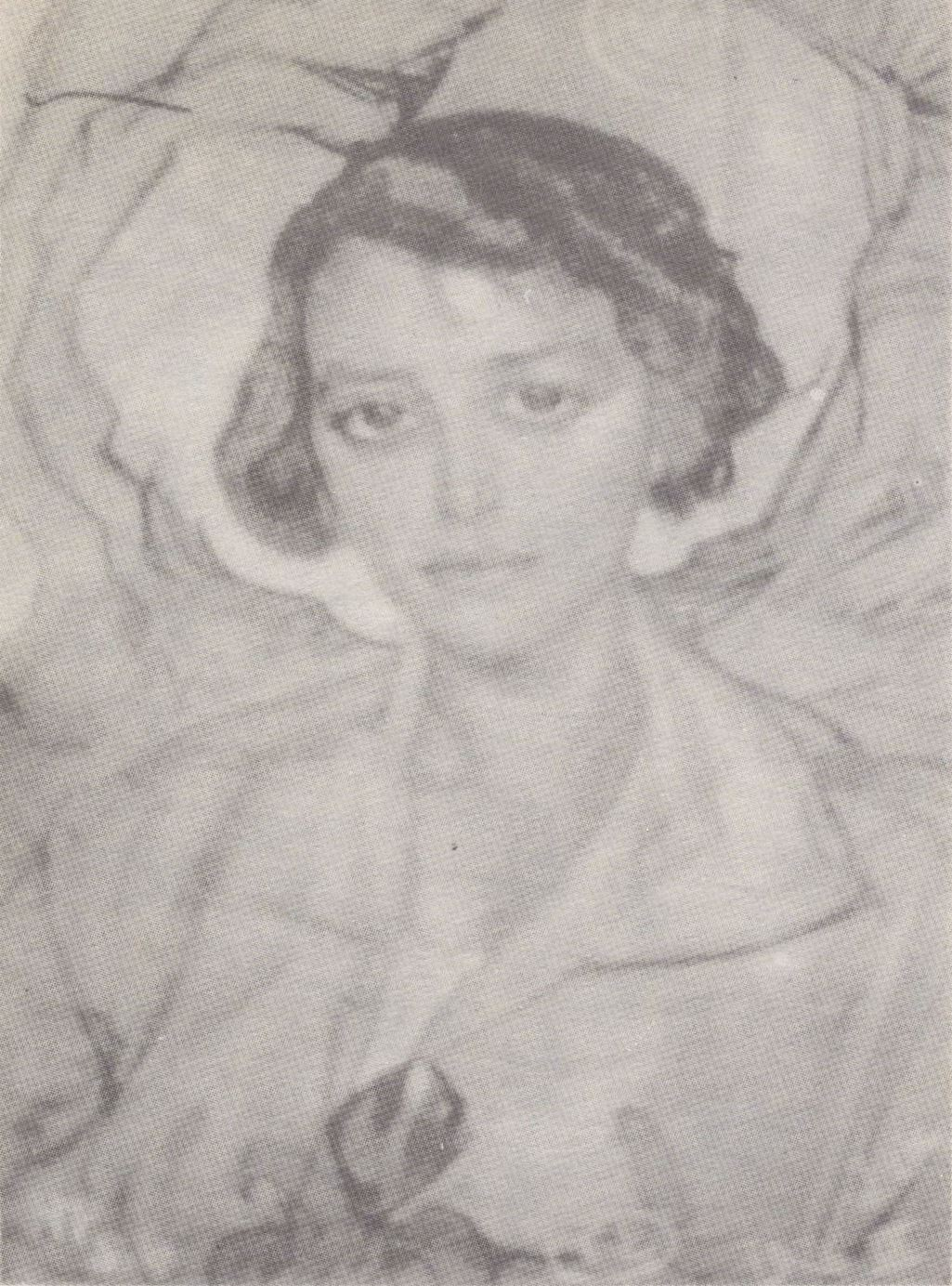
Stanisław Ignacy Witkiewicz – Portret Zofii Porwit, żony Mariana Porwita (1926)

Jego żoną była Zofia Maria z domu Fried (1902–1985), z którą miał syna Krzysztofa (1922–2013), żołnierza AK, uczestnika powstania warszawskiego, profesora doktora habilitowanego nauk ekonomicznych.
Jego bratowa, Maria Porwit, wdowa po zmarłym w Stanach Zjednoczonych w 1911 bracie Janie, jako Sekretarka Generalna Związku Polek w Ameryce wysyłała do Oflagu VIIA w Murnau paczki dla polskich jeńców.

## Opinie
- Aleksander Pragłowski – „(..) był legionistą i kolegą z mojej promocji 1921 r. W roku 1926 spełnił on na moście Poniatowskiego rozkaz prezydenta Wojciechowskiego zatrzymania pochodu grupy rewolucyjnej z marszałkiem Piłsudskim na czele. Nie pomogło mu to w dalszej karierze. Polska oficjalna była na niego tak obrażona, że na wojnie nie dała mu przydziału. On, Tomaszewski i zapewne jeszcze kilku innych starszych oficerów, zostali po prostu zapomniani, a właśnie oni okażą się w 1939 roku dobrymi żołnierzami (...)”
- Marian Romeyko – „(...) Najtragiczniejsza bodajże rola przypadła 12 maja skromnemu wyglądem, lecz silnemu duchem majorowi Marianowi Porwitowi, wychowawcy przyszłych oficerów zawodowych. W dniu tym Porwit, stojąc na czele oddziału, złożonego ze swych wychowanków – podchorążych, na moście Poniatowskiego, otrzymał rozkaz od najwyższego zwierzchnika sił zbrojnych, prezydenta Rzeczypospolitej, nieprzepuszczenia przez most marszałka Piłsudskiego i jego wojsk. Zaiste, historia nie zna wielu podobnie tragicznych przykładów, gdy żołnierz postawiony jest w tak ciężkiej sytuacji, w jakiej znalazł się Porwit (...) 12 maja 1926 roku skromny polski major stanął przed podobnym dylematem: czy zatrzymać marszałka Polski, swego byłego naczelnego wodza. Wydaje się, że każde inne wyjście byłoby dla Porwita łatwiejsze, każde – łącznie ze śmiercią. Porwit wybrał drogę prostą – chociaż najtrudniejszą, lecz i najchwalebniejszą: wykonał rozkaz. Po maju major Porwit posuwał się w hierarchii służbowej powoli, bardzo powoli i do września kariery w wojsku nie zrobił. W czasach późniejszych przyjaźniłem się z nim podczas kilkuletniego jego pobytu jako wykładowcy w WSWoj. Obserwując tego skromnego oficera o wyglądzie nieco chorowitym, lecz promieniującego taktem i wiedzą, niejednokrotnie zadawałem sobie pytanie, skąd tak cichy, zdawałoby się, i skromny człowiek mógł zdobyć się na tak heroiczną postawę, na tak integralne zrozumienie obowiązku żołnierskiego (...)”.
- Synteza opinii służbowych – „Wybitny oficer, bardzo pracowity i sumienny. Powolny, flegmatyczny o wielkiej ambicji pracy. Wielkie zdolności intelektualne, umysł głęboki, jasny i krytyczny. Bardzo zdolny taktyk, wojskowo wykształcony. Wybitne zdolności organizacyjne i kierownicze, jak również zdolności pisarskie”.

## Awanse
- sierżant marzec 1915 roku
- chorąży 1 maja 1916 roku[10]
- podporucznik – 1 lipca 1916 roku i 143. lokatą na liście starszeństwa oficerów Legionów Polskich z dniem 12 kwietnia 1917
- porucznik – listopad 1918 roku ze starszeństwem z dniem 1 stycznia 1917 roku
- kapitan – lipiec 1919 roku
- major – zatwierdzony 15 lipca 1920 roku z dniem 1 kwietnia 1920 roku, w piechocie, w grupie oficerów byłych Legionów Polskich[11], zweryfikowany 3 maja 1922 roku ze starszeństwem z dniem 1 czerwca 1919 roku i 418. lokatą w korpusie oficerów piechoty[12]
- podpułkownik – 23 stycznia 1929 roku ze starszeństwem z dniem 1 stycznia 1929 roku i 6. lokatą w korpusie oficerów piechoty[13]
- pułkownik – 19 marca 1937 roku

## Ordery i odznaczenia
- Krzyż Złoty Orderu Wojennego Virtuti Militari
- Krzyż Srebrny Orderu Wojskowego Virtuti Militari nr 7358 (17 maja 1922)[14][15][16]
- Krzyż Niepodległości (22 grudnia 1931)[17]
- Krzyż Oficerski Orderu Odrodzenia Polski (2 maja 1923)[18][19][20]
- Krzyż Walecznych (czterokrotnie, po raz pierwszy w 1921)[21]
- Złoty Krzyż Zasługi (dwukrotnie: 11 listopada 1934[22], 18 lutego 1939[23])
- Medal Pamiątkowy za Wojnę 1918–1921[14]
- Srebrny Wawrzyn Akademicki (5 listopada 1935)[24]
- Medal Dziesięciolecia Odzyskanej Niepodległości[14]
- Medal „Za udział w wojnie obronnej 1939” (1981)[25]
- Kawaler Orderu Legii Honorowej (Francja, zezwolenie 28 września 1925)[26]
- Srebrny Medal Waleczności I klasy (Austro-Węgry, dwukrotnie: po raz pierwszy 14 grudnia 1916[27])
- Brązowy Medal Waleczności (Austro-Węgry)
- Brązowy Medal Waleczności I klasy (Austro-Węgry)

## Publikacje (wybrane)
Był encyklopedystą. Został wymieniony w gronie edytorów ośmiotomowej Encyklopedii wojskowej wydanej w latach 1931–1939, gdzie zredagował hasła związane ze strategią oraz taktyką broni połączonych. Wchodził w skład komitetu redakcyjnego tej encyklopedii. Napisał także:
- Nauka o powinnościach żołnierza, Wojskowy Instytut Naukowo-Wydawniczy, Warszawa 1924,
- Tajemnica musztry, Wojskowy Instytut Naukowo-Wydawniczy, Warszawa 1925,
- Duch żołnierski (organizacja wychowania żołnierza), Główna Księgarnia Wojskowa, Warszawa 1935,
- Obrona Warszawy wrzesień 1939 r. Wspomnienia i fakty, „Czytelnik”, Warszawa 1959,
- Komentarze do historii polskich działań obronnych 1939 r. Część 1: Plany i ich załamanie się, „Czytelnik”, Warszawa 1969,
- Komentarze do historii polskich działań obronnych 1939 r. Część 2: Odwrót i kontrofensywa, „Czytelnik”, Warszawa 1973,
- Komentarze do historii polskich działań obronnych 1939 r. Część 3: Bitwy przebojowe i obrona bastionów, „Czytelnik”, Warszawa 1978,
- Spojrzenia poprzez moje życie, „Czytelnik”, wyd. I, Warszawa 1986, ISBN 83-07-01535-9.

## Upamiętnienie
28 stycznia 2015 roku podsekretarz stanu Maciej Jankowski, działając z upoważnienia Ministra Obrony Narodowej, nadał Składowi Osowiec 2 Regionalnej Bazy Logistycznej w Rembertowie imię pułkownika dyplomowanego Mariana Porwita.
25 maja 2015 roku podsekretarz stanu Maciej Jankowski, działając z upoważnienia Ministra Obrony Narodowej, nadał Wojskowemu Centrum Edukacji Obywatelskiej w Warszawie imię pułkownika dyplomowanego Mariana Porwita.